# Saint-Martin-au-Laërt
Saint-Martin-au-Laërt är en kommun i departementet Pas-de-Calais i regionen Hauts-de-France i norra Frankrike. Kommunen ligger i kantonen Saint-Omer-Nord som tillhör arrondissementet Saint-Omer. År 2018 hade Saint-Martin-au-Laërt 4 077 invånare.

## Befolkningsutveckling
Antalet invånare i kommunen Saint-Martin-au-Laërt
| Referens: INSEE |